# استوری (آرکانزاس)
استوری (به انگلیسی: Story) یک منطقهٔ مسکونی در ایالات متحده آمریکا است که در شهرستان مونتگومری، آرکانزاس واقع شده‌است. استوری ۲۱۳٫۹۷ متر بالاتر از سطح دریا واقع شده‌است.